# 불현동
불현동(佛峴洞)은 대한민국 경기도 동두천시에 최남단에 있는 동이다. 포천시와 양주시와 경계를 접하고 있다.

## 개요
불현동은 수려한 자연환경과 현대가 어우러진 전원도시로 동쪽으로는 포천시, 서쪽으로는 생연2동, 남쪽으로는 양주시, 북쪽으로는 생연1동과 보산동이 자리하고 있다. 총면적은 33.58km2로 동두천시 전체 면적의 약 34.90%를 차지하고 있으며, 임야 26.93km2, 농경지 2.16km2, 기타 4.30km2이며, 동쪽으로는 자연이 잘 보존된 수려한 경관을 유지하고 있으며, 서쪽으로는 아파트 등 주거 밀집지역으로 이루어져 있다. 도농복합 지역으로 농업 인구가 전체 인구의 9.7% 정도를 차지하고 있고, 상업, 서비스업, 금융, 운수업 등 다양한 형태의 산업구조를 가지고 있다. 국도 제3호선이 관통하는 동두천시의 관문으로 광암동, 탑동을 중심으로 하는 농촌지역과 생연동 중심으로 하는 아파트 밀집지역, 상업지역 등 도시와 농촌이 공존하는 도농복합지역으로 자연녹지 등 개발제한 지역이 상당부분 차지하고 있다.

## 역사
- 1973년 7월 1일 : 포천군 포천면 탑동리가 동두천읍에 편입되었다.[2]
- 1981년 7월 1일 : 동두천시 승격과 더불어 광암리과 탑동리를 합쳐 광암동이, 송내리와 지행리, 생연6리를 병합하여 내행동이 되었다.
- 1998년 11월 30일 : 동두천시조례 제95호에 의거 내행동과 광암동이 합쳐서 불현동이 되었다.

## 법정동
- 생연동(生淵洞)
- 지행동(紙杏洞)
- 광암동(廣岩洞)
- 탑동동(塔洞洞)

## 교육
- 동두천초등학교
- 이담초등학교
- 지행초등학교
- 동두천중앙고등학교

## 교통
- 지행역
- 동두천중앙역